# Chia Pet
Chia Pet là một loại tượng nhỏ làm bằng đất nung kiểu Mỹ, trên tượng có những hạt mầm cây chia. Người ta sẽ dùng nước tưới lên để hạt giống mọc ra thành cây.
Loại tượng này được Joe Pedott phổ biến, sau đó nó được công ty Joseph Enterprises sản xuất lần đầu vào ngày 8 tháng 9 năm 1977. Tính đến năm 2007, khoảng gần 500.000 tượng Chia Pet được bán ra hàng năm, và chúng cũng chỉ được bán trong các dịp lễ tết.
Chia Pet có sự đa dạng về kiểu dáng, mẫu mã, chúng có thể là tượng chó, mèo, rùa, tượng các nhân vật hoạt hình như Garfield, Scooby-Doo, Shrek, The Simpsons. Một số chia pet khác là tượng chân dung những người nổi tiếng như Barack Obama và Bob Ross.